# Macieja Nazzarei
Macieja Nazzarei (ur. 1235 w Matelica, zm. 27 grudnia 1320) – włoska klaryska, błogosławiona Kościoła katolickiego.

## Życiorys
Pochodziła z rodziny szlacheckiej. Rodzice chcieli wydać ją za mąż za Piotra di Giacomo. W 1253 roku wstąpiła do zakonu klarysek potem przez 40 lat była przełożoną klasztoru. Szczególnie troszczyła się o potrzebujących i ubogich. Zmarła w wieku 85 lat. Kult jako błogosławionej został zatwierdzony w 1765 roku przez papieża Klemensa XII.